# The Green Apple Sea
The Green Apple Sea ist eine Nürnberger Indie-Folk-Band mit Wurzeln im Emsland, in deren Musik starke Einflüsse von Country und Americana zur Geltung kommen.

## Geschichte
The Green Apple Sea hat Konzerte und Touren mit Bands und Künstlern wie Seachange, Smog, Cat Power, Luna, The Willard Grant Conspiracy, The Silos, Ben Lee, Radar Bros., The Schramms, The Church, Fink, Missouri gespielt. Das Debüt-Album All Over the Place (Skycap/Zomba) erschien im Jahr 2000.
Darauf folgte die Veröffentlichung einer Studio-Session mit Missouri für die „Return To Sender“-Reihe mit dem Namen By the Time We Get to Phoenix (RTS/Glitterhouse). Im Dezember 2002 lud der niederländische Radiosender VPRO The Green Apple Sea zur Aufnahme einer Live-Session nach Amsterdam ein.
Weitere Touren und Konzerte in Holland, Luxemburg, Belgien und Dänemark folgten. Im Herbst 2008 spielte die Band eine Mini-Tour in Schottland.
Das zweite Album Forever Sounds Great erschien im Jahr 2007 auf Skycap/Rough Trade. Neben positiver Resonanz in Presse und Rundfunk wurde die Band auch im Internet entdeckt. Die Band landete auf der Myspace Amerika Startseite unter den Top-8 Künstlern der Woche und es gelang, das aktuelle Album auch in den USA erhältlich zu machen (insound.com) und dort zu verkaufen.
Im November 2007 nahm das Rolling Stone Magazin einen Song des aktuellen Albums auf den Rare-Trax Vol. 54 Sampler („Discover America – US-Roots aus europäischer Perspektive“).
Das dritte Studioalbum mit dem Titel Northern Sky / Southern Sky, veröffentlicht im Oktober 2010 auf K&F Records, brachte der Band erneut positive Medien- und Publikumsresonanz. Neben Live-Sessions für den Bayerischen Rundfunk im Format on3 war Northern Sky / Southern Sky Album der Woche im NDR-Nachtclub und bekam Airplay in Deutschlandradio Kultur, Zündfunk und vielerlei anderen Formaten. Das Lied Satellite Wings lief 12 Wochen in der Rotation des Berliner Senders Radio Eins, monatelang hielt sich das Album in den Redaktionscharts des deutschen Rolling Stone Magazins.
Es gelang, das Album auch in Portugal zu veröffentlichen und eine Tour dort zu spielen. Im Januar 2011 wurde die Band auf Europas wichtigstes Showcase-Festival „Eurosonic“ nach Groningen eingeladen. Im Frühjahr 2011 spielte The Green Apple Sea eine Kurz-Tour in der Schweiz und Frankreich. 2012 erschien Northern Sky / Southern Sky in Japan.
2013 wurden Lieder der Band im TV genutzt (u. a. Dschungelcamp). Die belgische Band The AnnArbor coverte das Lied Satellite Wings und veröffentlichte es als Single für das ausstehende Album. Das Lied landete auf Platz 42 der belgischen Radio-Single-Charts.
The Green Apple Sea veröffentlichte am 24. März 2013 eine Download-Single (Please Slow Down / One of a Million) über K&F Records die in Deutschland und UK promoted wurde. Neben einer Einladung zu einem der Communion Records Clubabende konnte die Band zwei weitere Konzerte in London spielen und nahm eine Daytrotter-Session auf. Die Band erreichte weltweit Aufmerksamkeit und die Single wurde in Blogs aus Kanada, Australien, USA und Großbritannien besprochen.
Am 8. November 2013 veröffentlichte die Band die Single December. Der Titeltrack wurde von Jack Tarrant (Produzent bei Sony/ATV Publishing) in London gemischt, dem Gitarristen der Band Story Books (Communion Records). Parallel zum Release will die Band auch live wieder in Großbritannien in Erscheinung treten.

## Diskografie

### Alben
- 2000: All Over the Place (Skycap / Zomba)
- 2002: By the Time We Get to Phoenix (Split-CD mit Missouri)
- 2007: Forever Sounds Great (Skycap / Rough Trade)
- 2009: Leaks, Spills and Thrills (Split-CD mit Garda)
- 2010: Northern Sky, Southern Sky (K&F Records)
- 2018: Directions (K&F Records)

### Singles
- 1998: Stefan Prange – Draw Me a Star (7" Vinyl, Skycap)
- 2013: Please Slow Down / One of a Million (K&F Records)
- 2013: December
- 2018: Doc Watson Dream (K&F Records)
- 2018: Floaters (K&F Records)